# Xeno (Franchise)
Xeno ist ein japanisches Science-Fantasy-Videospiel-Franchise, dass von Tetsuya Takahashi konzipiert wurde. Das erste Spiel wurde von SquareSoft und alle nachfolgenden Spiele von Monolith Soft entwickelt, einer Firma, die Takahashi gründete, nachdem er Square 1999 verlassen hatte. Während die verschiedenen Spiele untereinander zum einen keine direkte Story-Verbindung aufweisen, haben sie zum anderen thematische Verbindungen und beinhalten alle das Xeno-Präfix, welches Takahashi des Öfteren als Mittel zur Identifizierung seiner Spiele sowie als symbolische Darstellung der Serie beschrieben hat. Alle Spiele der Xeno-Meta-Serie finden in einer Science-Fiction-Welt mit einigen Fantasy-Elementen statt, wobei deren Handlung häufig psychologische, philosophische und religiöse Themen enthält.
Das erste Spiel, Xenogears, wurde ursprünglich als Handlungsstrang für Final Fantasy VII vorgeschlagen, dann als Nachfolger des JRPG Chrono Trigger von 1995 aus der Chrono-Serie, bis schließlich die Erlaubnis erteilt wurde, dass Konzept als eigenes Projekt zu entwickeln. Nachdem Square den Fokus verstärkt auf die Final-Fantasy-Serie verlagert hatte, verließen Takahashi und einige andere Xenogears-Entwickler Square, gründeten Monolith Soft und begannen mit den Arbeiten an den Xenosaga-Spielen. Sowohl Xenogears als auch Xenosaga waren als sechsteilige Serien geplant, jedoch hat sich durch unterschiedliche Umstände ergeben, dass die Pläne gekürzt wurden. Nach den vorzeitigen Ende der Xenosaga-Series begann Monolith Soft mit der Entwicklung von Xenoblade Chronicles, welches ursprünglich als Originaltitel gedacht war. Die Spiele des Xeno-Franchise wurden generell gut verkauft und haben gute Kritiken bekommen.

## Spiele

### Xenogears
| Spiel     | Erscheinungsjahr                  | Plattformen | Anmerkungen                                            |
| --------- | --------------------------------- | ----------- | ------------------------------------------------------ |
| Xenogears | 11. Februar 1998 20. Oktober 1998 | PlayStation | Fünfte Episode einer auf sechs Teile ausgelegten Reihe |

Xenogears spielt in einer fremden Welt, mit verfeindeten menschlichen Imperien. Der Protagonist Fei Fong Wong wird in den Kampf gegen Deus hineingezogen, eine uralte maschinelle Waffe, die als Gott verehrt wird. Das Gameplay bietet ein rundenbasiertes Kampfsystem zu Fuß und in zweibeinigen Mechs namens "Gears". Ursprünglich war eine Geschichte aus sechs Teilen geplant, Xenogears sollte den fünften Teil darstellen. Xenogears gehört Square Enix.

### Xenosaga
| Spiele                                         | Erscheinungsjahr                                | Plattformen                          | Anmerkungen                                              |
| ---------------------------------------------- | ----------------------------------------------- | ------------------------------------ | -------------------------------------------------------- |
| Xenosaga Episode I: Der Wille zur Macht        | 28. Februar 2002 25. Februar 2003               | PlayStation 2                        |                                                          |
| Xenosaga Freaks                                | 28. April 2003                                  | PlayStation 2                        |                                                          |
| Xenosaga Episode II: Jenseits von Gut und Böse | 24. Juni 2004 25. Februar 2005 28. Oktober 2005 | PlayStation 2                        |                                                          |
| Xenosaga: Pied Piper                           | Juli – Oktober 2004                             | Vodafone-Mobilgeräte, i-mode Service | In drei Episoden nacheinander veröffentlicht             |
| Xenosaga I & II                                | 30. März 2006                                   | Nintendo DS                          | Remake der ersten beiden Episoden mit kleinen Änderungen |
| Xenosaga Episode III: Also sprach Zarathustra  | 6. Juli 2006 29. August 2006                    | PlayStation 2                        |                                                          |

Die Xenosaga Serie besteht aus einer Haupttrilogie von RPGs für die PlayStation 2, sowie aus Spin-Offs, die Teil der Hauptgeschichte sind. Die Spiele wurden zwischen 2002 und 2006 veröffentlicht. Die Xenosaga Trilogy bietet ein ähnliches Gameplay wie Xenogears, obwohl das Gleichgewicht zwischen Story und Gameplay für das zweite Spiel drastisch abgeändert wurde. Ebenso wie Xenogears war auch Xenosaga als sechsteilige Geschichte geplant, wurde aus verschiedenen Gründen aber auf eine Trilogie gekürzt. Xenosaga ist trotz Ähnlichkeiten keine direkte Fortsetzung oder Vorgeschichte zu Xenogears, sondern ein geistiger Nachfolger. Die Xenosaga Serie gehört Bandai Namco Entertainment.

### Xenoblade Chronicles
| Spiele                                             | Erscheinungsjahr                                                      | Plattformen      | Anmerkungen |
| -------------------------------------------------- | --------------------------------------------------------------------- | ---------------- | --- |
| Xenoblade Chronicles                               | 10. Juni 2010 19. August 2011 1. September 2011 6. April 2012         | Wii, Wii U       | Auf der Wii U erschien das Spiel nur in digitaler Form im eShop                                                           |
| Xenoblade Chronicles 3D                            | 2. April 2015 2. April 2015 10. April 2015                            | New Nintendo 3DS | Neuauflage von Xenoblade Chronicles                                                                                       |
| Xenoblade Chronicles X                             | 29. April 2015 4. Dezember 2015                                       | Wii U            | Geistiger Nachfolger, der allerdings nichts mit der Handlung des ersten Teils zu tun hat                                  |
| Xenoblade Chronicles 2                             | 1. Dezember 2017                                                      | Nintendo Switch  | |
| Xenoblade Chronicles 2: Torna – The Golden Country | Expansion Pass: 14. September 2018 Handelsversion: 21. September 2018 | Nintendo Switch  | Vorgeschichte zu Xenoblade Chronicles 2; enthalten im DLC von Xenoblade Chronicles 2, aber auch alleinstehend zu erwerben |
| Xenoblade Chronicles: Definitive Edition           | 29. Mai 2020                                                          | Nintendo Switch  | |
| Xenoblade Chronicles 3                             | 29. Juli 2022                                                         | Nintendo Switch  | |
| Xenoblade Chronicles 3: Future Redeemed            | Expansion Pass: 26. April 2023                                        | Nintendo Switch  | Vorgeschichte zu Xenoblade Chronicles 3; enthalten im DLC von Xenoblade Chronicles 3                                      |

Xenoblade Chronicles besteht derzeit aus vier Spielen und einer Bonus DLC-Storyerweiterung. Die Spiele verwenden ein aktionsbasiertes Kampfsystem welches Cooldown-Fähigkeiten und Quick-Time-Befehle enthält. In Xenoblade Chronicles X ist es möglich mit riesigen Mechs, genannt Skells, zu reisen. Während Xenoblade Chronicles auf eine von der Story getriebene Erzählweise setzt, baut Xenoblade Chronicles X auf einer nicht linearen Struktur mit einer Open World. Zwischen Xenoblade Chronicles X und den restlichen Spielen der Reihe besteht keine direkte Story-Verbindung. Die Skells waren eine bewusste Rückbesinnung auf die Gears aus Xenogears. Die Xenoblade-Serie gehört Nintendo und seiner Tochtergesellschaft Monolith Soft.

## Thematische Gestaltung
Das Präfix "Xeno", welches etwas Seltsames oder Fremdes für eine Gruppe bedeutet, wurde in Verbindung mit der Gestaltung der Spiele verwendet. Der Titel Xeno wurde in der gesamten Serie wiederholend verwendet: In einem Interview zu Xenoblade Chronicles, gab Game-Director Tetsuya Takahashi an, dass das Präfix zu einem Symbol geworden sei, dass auf die früheren Werke von Monolith Soft verweist. Noch später wurde der Xeno-Title als Unterscheidung von Takahashis Arbeit beschrieben, der Interviewer nannte es die "Unterschrift des Directors". Alle Spiele der Serie haben eine Science-Fiction-Prämisse verwendet, auch wenn diese manchmal für Stellen in den Hintergrund gestellt wurden, welche eher dem Fantasy-Genre zuzuordnen sind.
Laut Takahashi dreht sich jedes Spiel um ein eigenes Thema. Die Serien Xenogears, Xenosaga, und Xenoblade machen ausgiebigen Gebrauch von religiösen und philosophischen Themen. Xenogears hat Konzepte aus den Werken von Friedrich Nietzsche, Sigmund Freud und Carl Jung integriert. Eine besondere Referenz ist der Protagonist Fei, dessen Persönlichkeit in mehrere Teile gespalten ist, von denen einer eine gewalttätige Person ist, die als "Id" bekannt ist. Zudem Xenogears Glaubenssystem, zusammen mit anderen Konzepten wie Reinkarnation. Während der Entwicklungsphase soll der japanische Name des Antagonisten 'Deus' „Yahweh“ gewesen sein, aber das Team wurde vom Lokalisierungsleiter Richard Honeywood überzeugt, ihn nicht zu nutzen, und machten den Namen stattdessen aus einem Stück japanischem Slang.
Die Xenosaga-Series macht starken Gebrauch von biblischen Elementen, besonders dem Neuen Testament. Es gibt auch umfangreiche Verweise auf den Gnostizismus, das Judentum und die Jungsche Psychologie. Der Hauptautor der Spiele gab an, dass die Themen auch parallelen zu vielen anderen Weltreligionen aufweisen. Auf die Werke Nietzsches wurde in den Xenosaga Spielen ebenfalls Bezug genommen: das erste Xenosaga bezog sein Hauptthema auf den „Willen zur Macht“, einem von Nietzsche geprägten Begriff zur Beschreibung der treibenden Motivation der Menschheit. Die Untertitel jedes Xenosaga Hauptspiels beziehen sich ebenfalls auf die Ideen und Werke von Nietzsche.
Die Gestaltung von Xenoblade Chronicles konzentriert sich auf die Hauptcharaktere die ein vorherbestimmtes Schicksal überwinden und den Sinn der menschliche Existenz finden, zusammen mit dem, was Takahashi als "Kontrast der Bereiche des Mikros und des Makros" beschrieb. Xenoblade Chronicles X war eine bewusste Abkehr dieses Stils des Geschichtenerzählens und der Einbeziehung philosophischer Themen: laut Takahashi bestand das Konzept darin, eine solide Gameplay-Grundlage zu schaffen, auf der ein zukünftiges Werk basieren würde, welches wieder eine starke Geschichte bieten würde. Trotzdem behandelt es thematisch ähnliche Bereiche wie Xenoblade Chronicles.

## Entwicklung
Xenogears, das erste Spiel in der späteren Xeno-Serie, wurde Square erstmals von Tetsuya Takahashi und seiner Frau, bekannt unter dem Pseudonym Soraya Saga, als potentieller Handlungsstrang für Final Fantasy VII vorgeschlagen. Während es für die Final Fantasy-Serie als zu ausgereift galt, durfte Takahashi ein Originalwerk basierend auf der Prämisse erstellen. Nachdem er zunächst versucht hatte, eine Fortsetzung von Chrono Trigger zu erstellen, machte Takahashi das Projekt völlig einzigartig und begann mit der Entwicklung zwei Jahre, vor der Veröffentlichung. Während ein zweites Xenogears-Spiel geplant war, beschloss Square sich auf die Final-Fantasy-Serie zu konzentrieren, eine Entscheidung, mit der Takahashi nicht einverstanden war. Er verließ Square und gründete 1999 mit mehreren anderen Xenogears Entwicklern Monolith Soft. Monolith Soft wurde gegründet, damit Takahashi die Konzepte von Xenogears weiterentwickeln konnte, und mit finanzieller Unterstützung von Namco, begann das Team mit der Entwicklung des ersten Xenosaga.
Der Entwicklungszyklus der Xenosaga Spiele war beunruhigt: nachdem das erste Spiel unterdurchschnittlich abgeschnitten hatte, wurde das Entwicklungsteam gewechselt, die vorgeschlagene sechsteilige Serie wurde auf die Hälfte gekürzt und der zweite Teil verlagerte seinen Fokus von der Geschichte auf das Gameplay. Nach dem Aufschrei, ändert sich das Spiel erneut, mit dem Versuch Geschichte und Gameplay in Einklang zu bringen und gleichzeitig die Xenosaga-Geschichte zu Ende zu bringen. Nach dem Scheitern von Xenosaga befanden sich die Mitarbeiter von Monolith Soft in einem Zustand niedriger Moral. Während der Entwicklung von Disaster: Day of Crisis, war Takahashi von der Idee begeistert, ein Spiel auf den Körpern zweier gefrorenen Göttern stattfinden zu lassen. Nachdem mit einem anderen Mitarbeiter ein Konzeptmodel dafür erstellt worden war, begann Monolith Soft mit der Entwicklung. Während es ursprünglich als Originaltitel namens Monado: The Beginning of the World gedacht war, ließ Nintendos damaliger CEO Satoru Iwata den Titel ändern, um Takahashis frühere Spiele und die harte Arbeit an dem Titel widerzuspiegeln und brachte das neue Spiel so in die Xeno-Serie. Monolith Soft arbeitete innerhalb absichtlicher Beschränkungen und entfernte sich vom vorherigen Cutscene-lastigen Stil von Xenogears und arbeitete daran, das Spiel zu einem perfekten Gleichgewicht von Gameplay und Story zu bringen. Bei Xenoblade Chronicles X konzentrierten sich die Entwickler auf den Gameplay-Aspekt, insbesondere auf die Schaffung einer offenen Welt und Online Elementen mit erneut selbst auferlegter Beschränkungen.
Kurz vor dem Veröffentlichungsdatum von Xenoblade Chronicles X erklärte Takahashi, dass wenn er die Möglichkeit dazu hätte, hoffen würde, ein weiteres klassisches Videospiel im JRPG-Style ähnlich wie Xenoblade Chronicles entwickeln zu können. Er gab an, dass er hoffte die Serie fortsetzen zu können, indem er viele verschiedene Stile erkundete, anstatt sich nur auf ein spezifisches Genre zu beschränken. Er erklärte außerdem, dass er das in Xenoblade Chronicles X erstellte Kernsystem nutzen möchte, um die Story und die thematischen Elemente für ihr nächstes Projekt weiter auszubauen. Zwei Jahre später, wurde Xenoblade Chronicles 2 veröffentlicht, welches zu dem storygetriebenen JRPG-Style zurückkehrte, welcher in Xenoblade Chronicles definiert wurde.

### Veröffentlichung in Übersee
Zum Zeitpunkt der Entwicklung von Xenogears gab Square an, dass es aufgrund der religiösen Inhalte vermutlich nicht im Westen veröffentlicht werden würde. Die Lokalisierung erwies sich als besonders herausfordernd, da die ursprünglichen Übersetzer entweder das Projekt beendeten oder die Versetzung zu einem anderen Projekt beantragten. Aufgrund dessen stand Honeywood unter starkem Druck, das Spiel ins Englische zu übersetzen und gleichzeitig dem Original treu zu bleiben, während sie versuchten einige der heiklen religiösen Themen zu umgehen, die der Titel beinhaltet. Obwohl alle drei Haupt-Xenosaga-Spiele in Japan und Nordamerika erschienen, wurde das dritte Spiel nicht in Europa veröffentlicht, während die Spin-Offs sogar gänzlich exklusiv für Japan blieben. Xenoblade Chronicles wurde ursprünglich nicht für eine Veröffentlichung in Übersee angekündigt, und obwohl die Veröffentlichung in Europa angekündigt war, war das Erscheinen des Spiels in Nordamerika zweifelhaft genug, dass eine Fankampagne namens Operation Rainfall begann, daran zu arbeiten, dass das Spiel, zusammen mit zwei weiteren Wii RPGs, in Übersee veröffentlicht wird. Im Vorfeld der Veröffentlichung von Xenoblade Chronicles X, erklärte Takahashi, das Xenoblade Chronicles für ein internationales Publikum konzipiert worden sei und das es ihn erfreue, dass Xenoblade Chronicles X eine westliche Veröffentlichung im gleichen Jahr wie die Japanische erhält.
Die Spiele der Serie wurden allerdings auch zensiert. Eine explizite sexuelle Szene aus Xenosaga wurde für die Veröffentlichung im Westen abgeschwächt. Das erste und dritte Xenosaga Spiel enthielt auch Änderungen für die westliche Veröffentlichung: im ersten Spiel wurde eine Szene zwischen dem Hauptantagonisten Albedo und dem Charakter MOMO deutlich abgeschwächt; im dritten Spiel wurde alles sichtbare Blut entfernt, was einige Szenen verwirrend erscheinen lassen könnte. Xenoblade Chronicles X erhielt anhand der Figur Lin ebenfalls Zensur, deren Kleidung sexuell weniger provozierend gemacht wurde.

## In anderen Medien
Von Namco and Monolith Soft wurde basierend auf Xenosaga ein Anime mit dem Titel Xenosaga: The Animation produziert, welcher im Januar 2005 auf TV Asahi im Japan Fernsehen ausgestrahlt wurde. Die Story basiert auf Episode I: Der Wille zur Macht. Die Serie wurde im Juni 2007 von ADV Films für $120,000 lizenziert.
Mehrere Charaktere der Xeno-Serie treten in den Project X Zone spielen auf. Diese sind KOS-MOS und T-elos von der Xenosaga Serie und Fiora und Metal Face von der Xenoblade Serie.
Shulk, der Hauptprotagonist von Xenoblade Chronicles ist ein spielbarer Charakter in Super Smash Bros. for Nintendo 3DS and Wii U, ein Teil von Nintendos Crossover-Fighting-Game Serie Super Smash Bros. Im Nachfolger Super Smash Bros. Ultimate war er ebenfalls vertreten. Zudem ist Shulk als Mystery Mushroom Kostüm in Super Mario Maker erhältlich.
Das Outfit des Protagonisten aus Xenoblade Chronicles 2, Rex, ist als extra Kostüm für Link in The Legend of Zelda: Breath of the Wild enthalten sowie für die Mii Kämpfer in Super Smash Bros. Ultimate als DLC. Pyra und Mythra von Xenoblade Chronicles 2 wurden als DLC Charactere für Super Smash Bros. Ultimate im März 2021 in das Spiel hinzugefügt.

## Rezeption
Die Xeno-Serie erhielt von Kritikern sehr hohe Bewertungen und wurde gelobt. IGN beschrieb Xenogears als das „zweifellos beste RPG“ des Jahres und lobte die Handlung, das Gameplay, die Grafik, die Präsentation, und den Soundtrack. Das Spiel belegte den 16. Platz in der Famitsu-Umfrage von 2006 und den 32. Platz in der IGN-Umfrage der besten Spiele aller Zeiten. Famitsu lobt die Welt- und Charakterentwicklung in Xenosaga Episode I, während GamePro feststellt, dass die Geschichte und die Charaktere „mit denen eines guten, harten Science-Fiction-Romans oder den besten verfügbaren Animes [konkurrieren]“. Xenosaga Episode II ist der Ableger der Reihe, der am wenigsten Lob abbekommen hat, wobei Eurogamer immer noch die Charaktere und die Handlung lobte, die Geschichte allerdings als unangenehm lang und kompliziert empfand, zudem sei zu viel Vorwissen, des Vorgängers gefordert, um für neue Spieler Spaß zu machen. GamePro glaubte, dass Episode 2 die Spielmechanik geändert hatte, um das Spiel weniger zugänglich als das vorherige zu machen und GameSpot war der Meinung, dass das Charakterwachstumssystem stark vereinfacht wurde, wodurch das Spiel auch kürzer wurde. Xenosaga Episode III stieß auf geteilte Meinungen, Simon Parkin von Eurogamer war der Ansicht, dass die schiere Anzahl an philosophischen und religiösen Elementen in der Geschichte sowohl jede nachvollziehbare Handlung erstickte als auch den Charakteren jegliche Persönlichkeit raubte. Trotzdem war er der Auffassung, dass das Ende die verbleibenden Handlungsstränge aus vorangegangenen Spielen erfolgreich zusammen. Famitsu gefiel die Präsentation der Handlung, merkte jedoch an, dass es aufgrund der Anzahl an Handlungssträngen, die behandelt wurden, an einer fokussieren Erzählung mangelte. IGN gefiel das Kampfsystem und die Mischung von Elementen aus früheren Spiele, war jedoch enttäuscht, dass keine neuen Elemente hinzugefügt wurden. nach geringeren Verkaufszahlen und weiterhin gemischten Kritiken, war die Moral des Xenosaga Entwicklungsteams niedrig. Um ihren Geist wiederzuerwecken, starteten sie mit der Entwicklung eines neuen Spiels, welches schließlich zu Xenoblade Chronicles wurde.
Xenoblade Chronicles ist bisher der von Kritikern am meisten gelobte Serientitel und erhielt perfekte Bewertungen von Digital Spy, Joystiq, GamePro and RPGamer, und nahezu perfekte Bewertungen von den meisten anderen Videospiel Webseiten und Magazinen. Das Spiel erhielt laut dem Review-Aggregator Metacritic „allgemeine Anerkennung“. Es wurde auch für viele Auszeichnungen nominiert, zum Beispiel die Japan Game Awards 2011, bei welchen der Titel mit „Excellence“ ausgezeichnet wurde. Es wurde zudem für viele Auszeichnungen als „Best RPG“ und „Best Wii/Wii U Game“ nominiert. Außerdem wurde es von IGN in den Kategorien “Best Overall Role-playing Game” und “Best Overall Story” nominiert. Auch Xenoblade Chronicles X hatte seine Befürworter, wie zum Beispiel die japanische Gaming-Publikation Dengeki welche das Spiel positiv bewertete und es als Meisterwerk bezeichneten; sie lobten das Gameplay, die detaillierte Welt, die Regie der Geschichte, die Musik und sagten, es habe einen „sehr hohen Grad an Perfektion“. Nintendo Life lobte das Kampfsystem, die umfassenden Upgrade-Pfade, die Weltgröße und Grafik, aber kritisierten die gelegentlich sehr hohe Schwierigkeit und Fetch-Quests. GameSpot berichtete, dass von „all den Open-World-Spielen, die dieses Jahr herauskommen Xenoblade Chronicles X das beeindruckendste“ als „wirklich enormes Spiel, sowohl im Umfang als auch in der Größe“, das die Landschaften, das Charakterdesign, die freischaltbaren Elemente und Quest, den Kampf und die Charakterentwicklung und Anpassungen lobte, aber den inkonsistenten Soundtrack Xenoblade Chronicles 2 erhielt großen Beifall. John Rairdin von Nintendo World Report, welcher dem Spiele eine 9,5 von 10 Bewertung gab, bezeichnet das Werk „eines der schönsten JRPGs seiner Generation und vielleicht aller Zeiten“ und lobte die Musik sehr, „diverse Welten“, „frisches und fesselndes Combat“, und „spannende Storyline“. IGN Japan gab ein sehr positives Feedback ab, mit der Aussage, dass es „eine zeitlose Abenteuergeschichte und ein unglaublich tiefgründiges Kampfsystem bietet.“ Allerdings kritisierten sie, dass „die Mechaniken nicht immer gut erklärt werden“.

### Sales
Xenogears verkaufte bis März 2003 weltweit über eine Million Exemplare, wovon 910.000 in Japan und 180.000 im Ausland verkauft wurden. Das erste Xenosaga war ein kommerzieller Erfolg in Japan, mit 450,000 verkauften Einheiten. Auch wurde es von Namco als eines ihrer meistverkauften Spiele im Ausland bezeichnet. Das zweite Xenosaga verkaufte bis Ende 2004 über 256,000 Exemplare in Japan, und wie sein Vorgänger wurde es als kommerziell erfolgreich im Ausland bezeichnet. Vom dritten Xenosaga wurden bis zum dritten Quartal 2006 weltweit 343,000 Einheiten verkauft. Letztendlich wurde die Xenosaga Reihe allerdings als kommerzielle Enttäuschung von Namco angesehen. Xenoblade Chronicles erzielte trotz der Veröffentlichung vor dem Ende des Lebenszyklus der Wii starke Verkaufszahlen und Japan und war auch im Vereinigten Königreich sowie Nordamerika kommerziell erfolgreich. Trotz geringer Verkaufszahlen im Vergleich zu anderen Titeln auf der Wii U war Xenoblade Chronicles X ebenfalls erfolgreich, wobei der Großteil der Verkäufe außerhalb Japans erzielt wurde. Xenoblade Chronicles 2 wurde zu einem der meistverkauften Spiele für die Nintendo Switch im Jahre 2017. Xenoblade Chronicles 3 wurde bis Ende Dezember 2022 weltweit mehr als 1,81 Millionen Mal verkauft.